# MacBest
MacBest (Originaltitel: Wyrd Sisters) ist ein Roman von Terry Pratchett. Er ist der sechste Scheibenwelt-Roman und ermöglicht Oma Wetterwachs ihren zweiten Auftritt als Protagonistin. MacBest wurde 1988 veröffentlicht und die deutsche Ausgabe erschien 1992 im Heyne Verlag (ISBN 3-453-05408-3).
Der Roman nimmt die Motive aus William Shakespeares Macbeth ironisch auf.

## Handlung
Nachdem Herzog Felmet seinen Vetter, den König von Lancre, ermordet, flieht ein treuer Diener mit dessen neu geborenem Sohn. Er schafft es, das Kind in die Hände der Hexen Esme Wetterwachs, Gytha Ogg und Magrat Knoblauch zu übergeben, bevor ihn seine Häscher töten. Die Hexen verbergen das Kind und die Krone bei einer Truppe Wanderschauspieler. Nachdem sich herausstellt, dass der neue Herrscher das Land schlecht behandelt und nicht einmal die Hexen respektiert, entschließen diese sich, den rechtmäßigen König auf den Thron zu bringen. Dazu katapultiert Oma Wetterwachs Lancre um 15 Jahre in die Zukunft, damit der Prinz das nötige Alter erreicht.
Unterdessen versucht der neue König, das Volk von der Rechtmäßigkeit seiner Herrschaft und der Bosheit der Hexen zu überzeugen. Er gibt ein Theaterstück bei eben jener Theatergruppe in Auftrag, die den Thronerben beschäftigt. Während der Aufführung manipulieren die Hexen die Schauspieler, so dass sie eine Szene spielen, welche die Ermordung des alten Königs darstellt. Im folgenden Tumult dreht Lord Felmet durch und springt von der Schlossmauer. Die Hexen versuchen nun den Sohn als König einzusetzen. Der verzichtet allerdings auf die Königswürde, da er seine persönliche Erfüllung auf der Bühne gefunden hat. Schließlich wird der Hofnarr als heimlicher, unehelicher Sohn des Königs und leiblicher Bruder des schauspielenden Thronfolgers entlarvt und zum neuen König gekrönt.

## Werke
- Terry Pratchett: MacBest. Ein Roman von der bizarren Scheibenwelt. Aus dem Engl. von Andreas Brandhorst. München, Berlin, Zürich: Piper 2015. ISBN 978-3-492-28066-2

- Terry Pratchett: MacBest. Ein Roman von der bizarren Scheibenwelt. Ungekürzte Lesung von Katharina Thalbach. O. O.: SchallundWahn 2012.